# Maxent (Software)
Maxent ist eine frei verfügbare Software, die zur Vorhersage der potenziellen Verbreitung (Habitatmodellierung) von Tier- oder Pflanzenarten auf der Grundlage punkthafter Verbreitungsangaben und bestimmter Umweltfaktoren dient. Maxent ist seit 2017 Open Source.

## Hintergrund
Die Kenntnis über die Verbreitung bestimmter Arten und das Verständnis ihrer Ansprüche an den Lebensraum ist beispielsweise wichtig, wenn geeignete Schutzgebiete geschaffen werden sollen. Die Abgrenzung des geeigneten Areals anhand oft nur weniger, isolierter Fundortangaben ist jedoch schwierig. Deshalb bedient sich die moderne Ökologie zur Lösung solcher Fragen zunehmend den Mitteln der Biodiversitätsinformatik. Maxent steht hier in einer Reihe verschiedener Softwarelösungen zur Verbreitungsmodellierung (etwa BIOCLIM, GARP u. a.).
Maxent wurde zunächst in Java programmiert. Eine Implementation für die Statistiksoftware R (package maxnet, basierend auf logistischer Regression) liegt vor, der allerdings noch direkte Anbindung z. B. graphische Darstellungsmöglichkeiten fehlen.

## Arbeitsweise
Die Modellbildung durch Maxent erfolgt auf Basis der Maximum-Entropie-Methode, einer Technik des Maschinellen Lernens. Als Eingangsgrößen benötigt Maxent georeferenzierte Daten: Einerseits Verbreitungsangaben als Punktinformation (X- und Y-Koordinate) der zu modellierenden Tier- oder Pflanzenart, andererseits geeignete Umweltvariablen (z. B. Klimafaktoren wie Niederschlag oder Temperatur, Informationen zur Höhenlage, Topographie etc.) im ASCII-basierten .asc-Format der Firma ESRI. Die Software liefert als Resultat eine Karte, die die Wahrscheinlichkeit für das potenzielle Vorkommen der Art in einem bestimmten Gebiet darstellt sowie ergänzende statistische Interpretationshilfen, etwa eine Angabe der relativen Variablenbeteiligung an der Modellbildung, eine ROC-Kurve zur Bewertung der Modellgüte, Wirkungskurven (engl.: response curves) der eingegebenen Umweltvariablen, welche die Abhängigkeit der Modellgüte von den Ausprägungen der jeweiligen Umweltvariablen darstellen sowie einen Jackknife-Test, welcher den Anteil der dem Modell zugefügten Information einer jeden Umweltvariablen darstellt. Die Datenvorbereitung und Visualisierung des Resultats erfolgt in der Regel mit Hilfe von Geographischen Informationssystemen.